# František Procházka (lední hokejista)
František Procházka (25. ledna 1962 Brno – 27. dubna 2012 Most) byl český hokejový obránce. Byl členem československého týmu, který vybojoval bronz na Zimních olympijských hrách v Albertville v roce 1992. Získal také třikrát bronz na mistrovstvích světa (1989, 1990 a 1992).
V československé lize hájil do roku 1989 barvy CHZ Litvínov, později hrál v Jokeritu Helsinky, v Německu, Itálii a Skotsku. Do Litvínova se před koncem kariéry vrátil v sezóně 1997–1998. Po ukončení hráčské kariéry působil jako trenér mj. v Teplicích a Bílině. Zemřel v dubnu 2012.